# Bathylepta pacifica
Bathylepta pacifica is een slangster uit de familie Ophiuridae.
De wetenschappelijke naam van de soort werd in 1972 gepubliceerd door G.M. Belyaev & N.M. Litvinova.